# Gustavo Méndez
Gustavo Emilio Méndez (ur. 3 lutego 1971 w Montevideo) – urugwajski piłkarz występujący na pozycji obrońcy.

## Kariera klubowa
Gustavo Méndez zawodową karierę rozpoczynał w 1991 roku w Club Nacional de Football. W 1992 roku zdobył z nim mistrzostwo kraju. Przez pięć lat gry w Montevideo Gustavo pełnił rolę rezerwowego, jednak regularnie dostawał szanse gry. Łącznie dla tego urugwajskiego zespołu Méndez rozegrał 58 ligowych meczów, po czym przeniósł się do Włoch. W 1995 roku podpisał kontrakt z grającą w Serie A Vicenzą Calcio. W sezonie 1996/1997 razem z drużyną wywalczył puchar kraju. W czasie występów w ekipie „Biancorossich” Gustavo grał u boku takich zawodników jak Joachim Björklund, Luigi Sartor, Giampiero Maini czy Marcelo Otero. Gdy Vicenza w sezonie 1998/1999 zajęła siedemnaste miejsce w ligowej tabeli i spadła do Serie B, Méndez przeniósł się do Torino FC. W pierwszym sezonie gry na Stadio Olimpico di Torino urugwajski obrońca wraz z zespołem „Granata” także spadł do drugiej ligi. Pozostał jednak w Turynie i już w kolejnych rozgrywkach powrócił do najwyższej klasy rozgrywek we Włoszech. W zimowym okienku transferowym 2001/2002 Gustavo trafił do Cagliari, a po zakończeniu ligowych rozgrywek zdecydował się powrócić do Urugwaju. Przeszedł do swojego macierzystego Nacionalu Montevideo, gdzie o miejsce w podstawowej jedenastce rywalizował między innymi z takimi zawodnikami jak Andrés Scotti, Alejandro Curbelo, Alejandro Lembo, Benoît Angbwa, Alejandro Cichero czy Mauricio Victorino. W 2006 roku Méndez zakończył piłkarską karierę. W Club Nacional de Football spędził łącznie dziesięć lat, w trakcie których rozegrał 120 pojedynków w urugwajskiej ekstraklasie.

## Kariera reprezentacyjna
W reprezentacji Urugwaju Méndez zadebiutował 29 sierpnia 1993 w wygranym 4:0 pojedynku z Wenezuelą. W 1995 roku został powołany na rozgrywki Copa América, w finale których Urugwaj pokonał po rzutach karnych Brazylię. W 2002 roku Gustavo znalazł się w kadrze „Charrúas” na mistrzostwa świata. Na mundialu tym podopieczni Víctora Púi zajęli trzecie miejsce w swojej grupie i odpadli z turnieju. Méndez wystąpił tylko w przegranym 1:2 spotkaniu z Danią. Łącznie dla drużyny narodowej wychowanek Club Nacional rozegrał 46 meczów.